# Monte Carlo

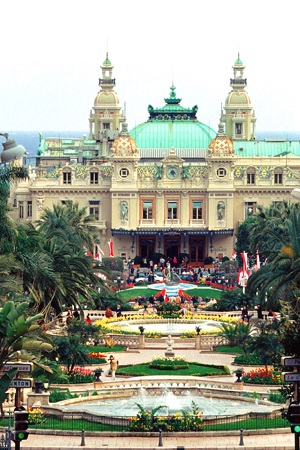
Kasino v Monte Carlu

Monte Carlo (francouzsky Monte-Carlo, v monegasqueštině Monte-Carlu, v okcitánštině Montcarles) je jednou ze čtyř částí Monackého knížectví. Je patrně nejznámější a nejmodernější součástí tohoto městského státu. Úřední jazyky jsou francouzština a italština.

## Toponymie
Monte Carlo (neboli Karlova hora) nese toto italské jméno na počest knížete Karla III. Monackého, a to od 1. července 1866.

## Dějiny
V roce 1848 přišlo Monacké knížectví o 95 % svého území, když do té doby monacká města Menton a Roquebrune vyhlásila svou samostatnost. Monako se ocitlo v těžké hospodářské situaci, jelikož z těchto dvou měst plynul do té doby největší finanční příjem, a to z pěstování a prodeje citronů, pomerančů a oliv. Kníže Karel III. se rozhodl propad v hospodářství vyrovnat a prosperitu zajistit zřízením lázeňského komplexu a provozováním hazardních her na území Monaka. V roce 1856 tak na jeho popud zřídili Napoleon Langlois a Albert Aubert přímořské lázně s kasinem. V roce 1860 se kníže Karel III. rozhodl založit nový lázeňský komplex s kasinem na dosud neobydleném místě, zvaném Les Spelugues (Jeskyně), a obrátil se proto na zkušeného francouzského investora podnikajícího v oblasti hazardních her Françoise Blanca, s nímž 31. března 1860 podepsal smlouvu o spolupráci. Blanc se i se svou manželkou Marií odstěhoval do Monaka, kde založil investiční společnost Société des Bains de Mer ("Společnost mořských lázní") a osobně dohlížel na veškerou projektovou dokumentaci i samotnou výstavbu. Významnou pomocnicí i rádkyní mu byla po celou dobu především jeho manželka Marie Blanc. První stavební práce byly ukončeny v roce 1864, mj. luxusní Hôtel de Paris, a v roce 1866 bylo slavnostně otevřeno i nové kasino. Při příležitosti otevření kasina (Casino de Monte-Carlo) dal kníže Karel III. tomuto novému městu jméno Monte Carlo. Zisky nového kasina rostly závratnou rychlostí a do města se sjížděli politici, panovníci i umělci z celé Evropy. Státní pokladna se plnila penězi a Karel III. mohl v knížectví zrušit daně.

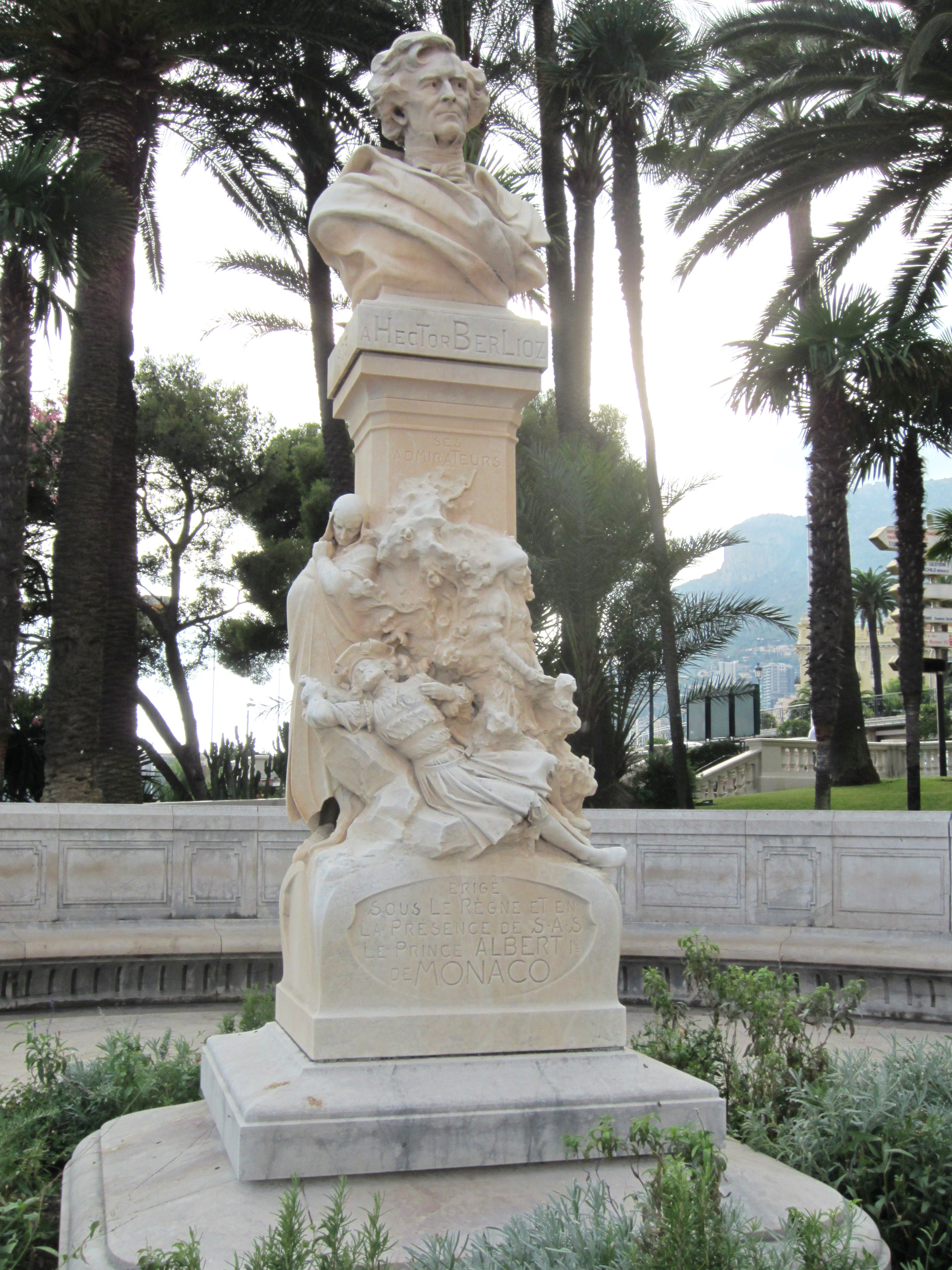
Pomník skladatele Hectora Berlioze v Monte Carlu

Situace v knížectví se stále zlepšovala, zvláště poté, co kancléř Otto von Bismarck nechal v roce 1877 uzavřít poslední kasino v Německém císařství. Monte Carlo získalo v Evropě monopol na provozování hazardních her a jeho rozkvět dále pokračoval, k čemuž od roku 1868 napomohlo i vybudování železnice do okolní Francie. Velké zisky malého knížectví ale vzbudily u okolních států nelibost. Kníže Karel III. a Blanc byli zahraničním tiskem opakovaně napadáni. Bylo jim vytýkáno, že se obohacují nemorálním způsobem. Největší kritika proti Monaku přicházela z Francie, a tak se Blanc rozhodl pomoci Francii se splácením válečných reparací po prohrané francouzsko-pruské válce. Také velkoryse přispěl na dostavbu pařížské Opery (Opéra Garnier). Po této jeho štědré finanční pomoci veškerá kritika ze strany Francie utichla. François Blanc zemřel v roce 1877 během léčby ve Švýcarsku a jeho majetek připadl ovdovělé Marii Blanc, která Monte Carlo dále zvelebovala. Mezi její největší počiny patřilo dobudování nového kasina spojeného s operou (Opéra de Monte-Carlo) od významného architekta Charlese Garniera.
Od roku 1950 je Monte Carlo dějištěm jednoho ze závodů v rámci populární automobilové Formule 1. Tamější okruh je proslulý svými nebezpečnými zatáčkami a závody mají mondénní atmosféru.

## Turismus
Monte Carlo je po desetiletí navštěvováno královskými rodinami, veřejností a filmovými hvězdami. Monte Carlo je jedním z předních evropských turistických letovisek, ačkoli mnoho z klíčových turistických destinací je v jiných částech Monaka, včetně takových atrakcí, jako je Monacká katedrála, Napoleonovo muzeum, Oceánografické muzeum a akvárium a Knížecí palác, které jsou v Monaco-Ville.

### Hôtel de Paris
Hôtel de Paris, založený v roce 1864 Karlem III. Monackým, se nachází na západní straně Place du Casino v srdci Monte Carla. Patří Société des bains de mer de Monaco (SBM) a spolu s hotely Hermitage, Monte-Carlo Beach, Monte-Carlo Bay Hotel & Resort, Metropole a Fairmont je součástí elitních Palace Grand Hotels v Monaku.
Hotel má 106 pokojů rozdělených do čtyř skupin podle typu výhledu, dekorace a luxusu.

## Numerické metody Monte Carlo
Vzhledem k tomu, že Monte Carlo je proslulé město hazardu s velkým množstvím kasín, existuje v numerické matematice skupina metod nazvaných po tomto městě. Metody Monte Carlo, laicky řečeno, dokážou spočítat poměrně přesný výsledek použitím pseudonáhodných čísel. Název Monte Carlo nese i jedna z metod radiosity, která spočívá v náhodném „střílení“ paprsků ze zdroje světla a zjišťování, kde zasáhly renderovaná tělesa.

## Partnerská města
- Althen-des-Paluds